# 라자르 사마르지치
라자르 부야딘 사마르지치(세르비아어: Lazar Vujadin Samardžić, 2002년 2월 24일 ~ )는 독일 태생의 세르비아의 축구 선수이다. 그의 포지션은 미드필더로, 현재 이탈리아 세리에 A의 우디네세에서 아탈란타로 임대되어 활약하고 있다.

## 클럽 경력

### 헤르타 BSC

#### 유소년
사마르지치는 BSV 그륀바이스 노이쾰른 1950 e.V.에서 2008년부터 2009년까지 뛰었고, 2009년 10월 9일 헤르타 BSC에 입단하였다. 사마르지치는 헤르타 BSC의 U-17 팀과 U-19 팀에서 각각 16골과 14골을 득점하였다. 이러한 활약으로 사마르지치는 프리츠 발터 메달 남자 U-17 부문 동메달을 수상했다.

#### 1군
2020년 2월 28일, 사마르지치는 프로 계약을 맺고 3-3으로 비긴 포르투나 뒤셀도르프와의 원정 경기에서 처음으로 교체 명단에 이름을 올렸다.
2020년 5월 22일, 사마르지치는 4-0으로 이긴 우니온 베를린과의 베를린 더비 분데스리가 경기에서 페르 실랸 셸브레드와 81분에 교체 투입되며 헤르타 BSC 데뷔전을 치렀다. 사마르지치는 독일의 가장 재능 있는 유망주들 중 하나로 여겨졌고, 그는 첼시, 바르셀로나, 그리고 유벤투스와 같은 전 세계의 빅클럽들로부터 많은 관심을 받았다.

### RB 라이프치히
2020년 9월 8일, 사마르지치는 같은 분데스리가 클럽인 RB 라이프치히와 5년 계약을 맺었다. 그는 10월 3일, 4-0으로 이긴 FC 샬케 04와의 경기에서 교체 투입되며 RB 라이프치히 데뷔전을 치렀다.

### 우디네세
2021-22 시즌을 앞두고, 19세의 사마르지치는 이탈리아 세리에 A의 우디네세로 이적하였다. 그는 5년 계약을 맺었다.

## 국가대표팀 경력
사마르지치는 독일 U-16 국가대표팀과 U-17 국가대표팀, 그리고 U-19 국가대표팀에서 활약하였다. 그는 벨라루스와 슬로베니아와의 2019년 UEFA U-17 축구 선수권 대회 예선전에서 처음으로 국제 경기에 출전했다. 이후 그는 대회 조별 리그 3경기에 모두 출전해 1골을 기록했지만, 팀은 결선 토너먼트에 진출하지 못했다. U-19 국가대표팀 일원으로, 그는 2020년 UEFA U-19 축구 선수권 대회 예선전에 출전해 2골을 기록했다.

## 사생활
사마르지치는 베를린에서 태어났으며, 세르브계 보스니아인이다. 그의 아버지는 지비니체 출신이다.

## 수상 내역
개인
- 프리츠 발터 메달 U-17 동메달: 2019[19]